# Нишка област
Нишка област је била једна од 33 области Краљевинe СХС. Налазила се на подручју данашње Србије. Седиште јој је било у Нишу. Настала је 1922. када је Краљевина СХС подељена на области, спајањем ранијих округа Нишког и Пиротског и срезова Лесковачког и Власотиначког из Врањског округа. Постојала је до 1929. године, када је укинута. Већи део њеног подручја је укључен у састав Моравске бановине, а мањи део, опет Лесковац и Власотинце, Вардарске бановине.
Административна подела
Област је садржавала срезове:
- Алексиначки
- Бањски (Сокобања)
- Белопаланачки
- Власотиначки
- Лесковачки
- Лужнички (Бабушница)
- Моравски (Прћиловица)
- Нишавски (Пирот)
- Нишки
- Сврљишки
- Царибродски